# پیتربورو، ویکتوریا
پیتربورو (به انگلیسی: Peterborough) یک شهرک در استرالیا است که در ویکتوریا (استرالیا) واقع شده‌است.